# Jiangxisaurus
Jiangxisaurus é um gênero fóssil de dinossauro da família Oviraptoridae. Ah uma única espécie descrita para o gênero Jiangxisaurus ganzhouensis. Seus restos fósseis foram encontrados na formação Nanxiong, província de Jiangxi, China.